# Dăržavno părvenstvo po futbol 1933
Il Dăržavno părvenstvo po futbol 1933 fu la nona edizione della massima serie del campionato di calcio bulgaro concluso il 3 ottobre 1933 con la vittoria del Levski Sofia, al suo primo titolo.

## Formula
Venne disputata una fase regionale in cui ognuno dei quattordici raggruppamenti (okrazhni sportni oblasti) organizzò un proprio campionato con la vincente qualificata alla fase nazionale.
La competizione nazionale si svolse ad eliminazione diretta con gare di sola andata.
Una regione non terminò entro il tempo imposto dalla federazione pertanto partecipanti alla fase nazionale furono tredici.

## Squadre partecipanti
| Squadra                  | Città        | Stadio | Federazione regionale |
| ------------------------ | ------------ | ------ | --------------------- |
| Shipchenski sokol Varna  | Varna        |        | Varna                 |
| Non terminato            |              |        | Šumen                 |
| Napredak Ruse            | Ruse         |        | Ruse                  |
| Chardafon Gabrovo        | Gabrovo      |        | Tărnovo               |
| Levski Pleven            | Pleven       |        | Pleven                |
| Botev Vratsa             | Vraca        |        | Vraca                 |
| Maria Luisa Lom          | Lom          |        | Lom                   |
| Levski Sofia             | Sofia        |        | Sofia                 |
| Borislav Kyustendil      | Kjustendil   |        | Kjustendil            |
| Petar Parchevich Plovdiv | Plovdiv      |        | Plovdiv               |
| Levski Svilengrad        | Svilengrad   |        | Haskovo               |
| Borislav Stara Zagora    | Stara Zagora |        | Stara Zagora          |
| PFC Chernomorets Burgas  | Burgas       |        | Primorsko             |
| Botev Yambol             | Jambol       |        | Jambol                |

## Fase finale

### Primo turno
| Squadra 1               | Risultato | Squadra 2                |
| ----------------------- | --------- | ------------------------ |
| Borislav Kyustendil     | 3 - 2     | Petar Parchevich Plovdiv |
| Botev Yambol            | 1 - 0 dts | PFC Chernomorets Burgas  |
| Napredak Ruse           | 3 - 0     | Maria Luisa Lom          |
| Shipchenski sokol Varna | 3 - 0     | Chardafon Gabrovo        |
| Borislav Stara Zagora   | 1 - 0 dts | Levski Svilengrad        |
| Levski Pleven           | 6 - 0     | Botev Vraca              |

### Secondo turno
| Squadra 1        | Risultato | Squadra 2             |
| ---------------- | --------- | --------------------- |
| PFC Levski Sofia | 9 - 1     | Borislav Kyustendil   |
| Levski Pleven    | 1 - 2     | Napredak Ruse         |
| Botev Yambol     | 5 - 1     | Borislav Stara Zagora |

### Semifinali
| Squadra 1        | Risultato | Squadra 2               |
| ---------------- | --------- | ----------------------- |
| Napredak Ruse    | 1 - 4     | Shipchenski sokol Varna |
| PFC Levski Sofia | 4 - 2     | Botev Yambol            |

### Finale
| Sofia 3 ottobre 1933 | PFC Levski Sofia | 3 – 1 | Shipchenski sokol Varna |  |

## Verdetti
- Levski Sofia Campione di Bulgaria